# Đáp Lạt Ma Bát Lạt
Đáp Lạt Ma Bát Lạt (chữ Hán: 答剌麻八剌, bính âm: Dálàmábālà, phiên âm latin: Darmabala) (1264 – 1292) là con trai thứ hai của Hoàng thái tử Chân Kim; cháu nội của Nguyên Thế Tổ Hốt Tất Liệt. Ngoài ra, ông còn là huynh trưởng của Nguyên Thành Tông; và thân phụ của 2 vị Hoàng đế nhà Nguyên Nguyên Vũ Tông, Nguyên Nhân Tông trong lịch sử Trung Quốc.
Ông chưa từng làm Hoàng đế khi còn sống. Sau khi Nguyên Vũ Tông đăng cơ đã truy phong ông làm Nguyên Thuận Tông.

## Tiểu sử
Mẹ ông là Khoát Khoát Chân, người của thị tộc Hoằng Cái Lạt thị (Onggirad). Ông ra đời vào năm 1264 tại phủ đệ Yên vương khi Thái tử Chân Kim, cha ông còn đang giữ chức này. 
Năm 1285, Chân Kim qua đời. Anh em Bát Lạt được ông nội Hốt Tất Liệt hết mực ưu ái. Năm 1291, ông được Hốt Tất Liệt cử tới trấn giữ Hoài Châu. Sau đó do đau ốm, ông được triệu về kinh đô. 
Năm Chí Nguyên thứ 28 (1292), ông qua đời. Mùa thu năm Đại Đức thứ 11 (1307), Nguyên Vũ Tông lên ngôi, truy thụy hiệu cho thân phụ là Chiêu Thánh Diễn Hiếu Hoàng đế, miếu hiệu Thuận Tông, phụ thờ tại thái miếu.

## Gia đình
- Cha: Thái tử Chân Kim (1243-1285), sau truy phong Nguyên Dụ Tông, thụy hiệu Văn Huệ Minh Hiếu Hoàng đế.
- Mẹ: Bá Lam Dã Khiếp Xích, tên khác là Khoát Khoát Chân, họ Hoằng Cát Lạt thị. Được Nguyên Thành Tông tôn Hoàng thái hậu sau khi kế vị. Sau khi mất truy thụy Huy Nhân Dụ Thánh Hoàng hậu.
- Anh, em:
  - Anh: Tấn vương Cam Ma Lạt (1262-1302), sau truy phong Nguyên Hiển Tông, thụy hiệu Quang Thánh Nhân Hiếu Hoàng đế.
  - Em: Nguyên Thành Tông Thiết Mộc Nhĩ (1265-1307).
- Vợ:
  - Đáp Kỷ (答己), họ Hoằng Cát Lạt thị, chính thê của ông. Dưới thời Nguyên Vũ Tông được tôn Hoàng thái hậu. Sau khi mất truy thụy Chiêu Hiến Nguyên Thánh Hoàng hậu.
  - Quách thị, thị thiếp do Hốt Tất Liệt ban cho[1].
- Con trai:
  - Ngụy vương A Mộc Ca, con của Quách thị[1].
  - Nguyên Vũ Tông Hải Sơn, con của Đáp Kỷ[1].
  - Nguyên Nhân Tông Ái Dục Lê Bạt Lực Bát Đạt, con của Đáp Kỷ[1].
- Con gái:
  - Lỗ quốc Công chúa Tang Ca Lạt Cát, con của Đáp Kỷ, hạ giá lấy Lỗ vương Điêu Á Bất Lạt[2].
- Cháu nội:
  - Nguyên Minh Tông Hòa Thế Lạt, con trai Nguyên Vũ Tông;
  - Nguyên Văn Tông Đồ Thiếp Mục Nhĩ, con trai Nguyên Vũ Tông;
  - Nguyên Anh Tông Thạc Đức Bát Lạt, con trai Nguyên Nhân Tông.
- Cháu ngoại:
  - Bốc Đáp Thất Lý, con gái Công chúa Tang Ca Lạt Cát, Hoàng hậu của Nguyên Văn Tông.